# Oroba
Avitta là một chi bướm đêm thuộc họ Noctuidae.